# کنترل ارگاسم
کنترل ارگاسم یا ارگاسم طولانی (به انگلیسی: Orgasm control) به مجموعه روش‌ها یا تکنیک‌هایی گفته می‌شود که فرد برای به تأخیر انداختن ارگاسم یا ارضای جنسی از آن استفاده می‌کند تا از عمل انزال جلوگیری نماید. به کمک این روش‌ها می‌توان مدت زمان لذت رابطه جنسی را افزایش داد.

## تأخیر در ارگاسم
در به تأخیر انداختن ارگاسم ممکن است خود فرد نقش مؤثر داشته باشد یا شریک جنسی به وی کمک کند. در تأخیر انداختن در ارگاسم حالت‌های متعددی امکان‌پذیر است:
- ممکن است فرد به ارگاسم نرسد و میل جنسی وی در آن لحظه سرکوب شود.
- فرد چندین بار به ارگاسم برسد ولی انزال نداشته باشد.
- فرد بعد از مدت زمان طولانی به انزال برسد.

## راهکارها
روش‌های متفاوتی پیشنهاد شده است که ممکن است تعدادی از آن‌ها برای یک فرد کارساز باشد. همچنین باید توجه داشت که اکثر روش‌ها نیاز به تمرکز و تمرین دارند و معمولاً فرد در بلندمدت به این توانایی می‌رسد.

### روش‌های فردی

#### متوقف کردن تحریک
به کمک متوقف کردن تحریک آلت می‌توان از انزال که بر اثر افزایش فشار مجرا است، جلوگیری کرد. به مرور زمان با تمرین می‌توان میزان فشار لازم درون مجرای خروج منی را کنترل کرد.
فرد بعد از هر بار توقف رفت و برگشت جنسی، هنگامی که عمل جنسی را از نو آغاز می‌کند، لذت بیشتری از تحریک مجدد آلتش می‌برد و اگر فرد این عمل را چندین بار بتواند انجام دهد، می‌تواند حجم منی خارج‌شده را افزایش دهد، و برای مواردی که زوجین قصد بارداری دارند این کار بسیار مناسب است؛ چون تعداد اسپرم‌های واردشده به واژن زن افزایش می‌یابد.

#### شل‌کردن عضلات
مرد می‌تواند تمام عضلات اندام‌های جنسی خود را شل کند و تحریک آلت را متوقف نماید. شل‌کردن عضلات در این حالت، دریچه‌های مجرای انزال منی را بسته نگه دارد و علی‌رغم تولید ترشحات توسط غدد، انزال صورت نمی‌گیرد.

#### تمرکز
مرد، با تمرکز کردن بر روی آلت جنسی خود، می‌تواند بین ارگاسم و انزال خود فاصله ایجاد کند؛ البته این امر نیازمند تمرین است و در کوتاه‌مدت برای تازه‌کارها امکان‌پذیر نیست.

### تمرین‌های فردی
مرد می‌تواند با انجام تمرین‌هایی، به‌تدریج سعی کند هر بار بیشتر و بیشتر به ارگاسم نزدیک شود و مکث کند. به این ترتیب، ترشح جنسی وی ادامه می‌یابد ولی انزال رخ نمی‌دهد. زن نیز با تحریک کیلیتوریس خود به صورت دورانی می‌تواند به ارگاسم غیر کنترلی برسد که از طولانی‌ترین ارگاسم‌ها محسوب می‌شود تا ۳۰ ثانیه بعضاً به طول می‌انجامد. در بیشتر موارد، در حین رابطه جنسی و در هنگام دخول نیز امکان‌پذیر است. این ارگاسم با تجربه و تمرین به‌دست می‌آید.

#### سفت کردن کیسه‌های منی
مرد می‌تواند با سفت کردن کیسه منی خود هر بار مایه منی را به محل اصلی خود بازگردانَد. البته این کار نیاز به تمرین دارد؛ به این ترتیب، در نهایت که فرد انزال می‌شود، حجم منی دفع‌شده از وی بیشتر از سابق است.
نکته: ممکن است فرد با انجام این تمرین‌ها در بیضه خود کمی احساس درد یا ناراحتی داشته باشد، ولی با خروج منی این درد از بین می‌رود.

## درمان‌های موضعی (بی‌حسی)
کرم، ژل یا اسپری بی‌حسی
استفاده از کرم‌های کاهش دهنده حس سطحی یا کرم‌های بی‌حس‌کننده یا ژل‌های کاهش دهنده حس سطحی ناحیه دستگاه تناسلی می‌تواند به تأخیر در انزال کمک کند.
استفاده
مرد کرم یا ژل را بر روی آلت کشیده و آلت را درون کاندوم قرار می‌دهد پس از چند دقیقه این کرم یا ژل باعث ایجاد بی‌حسی در آلت مرد می‌شود. در صورتی که مرد قصد دارد از کاندوم استفاده نکند باید قبل از نزدیکی آلت خود را با صابون شستشو دهد تا از بی‌حسی بیشتر آلت و واژن زن جلوگیری شود.
کاندوم تأخیری: این کاندوم‌ها مشابه کاندوم‌های عادی هستند با این تفاوت که دارای موارد بی‌حس‌کننده هستند و باعث بی‌حسی آلت مرد می‌شوند و به مرد کمک می‌کنند که دیرتر به انزال برسد.
معایب
استفاده زیاد از این روش تولید عوارضی مانند
1. عدم انزال مرد (همراه با حس کلافگی) می‌شود.
2. تعدادی از برندهای نامرغوب به علت ایجاد بی‌حسی بیش از حد باعث می‌شوند که آلت مرد تا مدت زمان زیادی به حال طبیعی و کوچک بازنگردد

## روش‌های دیگر (ماستر و جانسون)
تکنیک فشار
فشاره سر آلت یا انتهای آلت قبل از انزال سبب عقب افتادن ارگاسم می‌شود. این حالت سبب کم‌شدن تجمع خون در آلت و کاهش نعوظ می‌شود.
کاندوم
کاندوم سبب کاهش تحریک پذیری می‌شود در صورتی که یک کاندوم قادر به این کار نباشد، از دو کاندوم می‌توان استفاده کرد ضمن اینکه کاندوم سبب جلوگیری از بیماری‌های مقاربتی و حاملگی هم می‌شود. اما باید توجه داشت که استفاده از دو کاندوم ممکن است باعث پارگی کاندوم‌ها شود.
شکل خوب نزدیکی
وضعیت معمول نزدیکی (مرد در بالا) کمکی به کنترل انزال زودرس نمی‌کند بلکه روش مرد به پشت خوابیده و زن بر روی وی قرار دارد به کنترل ارگاسم کمک می‌کند

## درمان طبی
در صورت داشتن مشکل انزال زودرس برای مداوا می‌توان به پزشک متخصص مراجعه نمود.